# Není jiné cesty
Není jiné cesty (1935, Ingen vei går utenom) je román norského spisovatele Trygve Gulbranssena, poslední část trilogie o statkáři Dagu Björndalovi a jeho rodině. Autor se v knize rovněž zamýšlí nad životními hodnotami, smyslem života a vírou v Boha. 

## Děj
Děj navazuje na druhou část trilogie Vane vítr z hor.
Starý Dag přijme na statku starého Michala Dřevorubce, který už pro své zdraví nemůže pracovat, a nechá ho tam bydlet (kdysi byl pro svůj zločin ze statku vyhnán; jeho syn Martin zachránil mladému Dagovi život, když ho našel pod Umrlčí horou). Michala však druhý den najdou mrtvého.
Zemře plukovník von Gall a Adelheidina teta Eleonora Ramerová se odstěhuje na Borgland, aby ho spravovala. 
Panna Krusová, hospodyně na Medvědím dole, tajně porodí dítě. Adelheid zjistí, co se děje. Dítě se však narodí mrtvé a Adelheid ho pohřbí. Přemýšlí, kdo je otcem a napadne ji, zda to není starý Dag nebo její manžel. Protože nejen mladý Dag, ale i jeho otec je jí stále více vzdalují – starý Dag si s ní už dlouho nepovídal o tom, co četl v Bibli jejího dědečka. Jednou však na statek přijede její otec, major Barre, který často pije. Vyjde si s Dagem do lesa a Dag se ho zeptá na pannu Krusovou. Dag ví, že major je otcem zemřelého dítěte. Major se pokusí se zastřelit. Je zraněný, Dag ho odnese na statek, kde se o něho starají. Adelheid si uvědomí, jak se vše seběhlo a za otce se velmi stydí. Major umírá a Dag ji přesvědčí, aby se na otce zašla podívat a smířila se s ním. 
Farář rozmlouvá s Dagem o tom, že lidé potřebují oporu (Dag přemýšlí, zda farář myslel Adelheid nebo i jeho). Dag promluví s Adelheid opět o pasáži o modlitbě z Bible, kterou mu Aldeheid dala. Dag se domnívá, že cesta, jak se přiblížit Bohu, vede skrze vřelé srdce a dobrou vůli. Adelheid si myslela, že se jí starý Dag vzdaluje, ale on chodil po lesích a mezi lidi, aby pomáhal. Začal také do lesa chodit s vnuky a trávit s nimi čas.
Dag se rozhodne si promluvit se synem o jeho vztahu k Adelheid. Sleduje ho v lese. Řekne mu, že lidem musí ukazovat dobrotivost srdce a že by se měl sblížit s Adelheid. V lese se však nachladí a dostane zápal plic. Dag umírá, jeho syn se mezitím toulá po lesích, je u něho Adelheid; jeho poslední slova jsou „Není jiné cesty než Krist...“. 
Po Dagově smrti jsou Adelheid i mladý Dag bezradní. Chlapci naučí Daga být doma, tráví s nimi volný čas. Adelheid se ujme účetních knih, pak úkol převezme Dag. Stává se tvrdým v peněžních záležitostech vůči drobným dlužníkům jako jeho otec. Pak však půjčí velkou sumu kupci Holderovi, bratranci jeho matky, jemuž se nedaří obchody. S Adelheid ale nevychází stále dobře. Dag jí jednou řekne, že když si ho brala, nemilovala jeho. Adelheid je z jeho slov nešťastná a vydá se za tetou Ramerovou na Borgland, jak jí poradil starý Dag, že má učinit, když bude potřebovat radu. Teta si vše vyslechne a řekne jí, že Dag má pravdu, že ona milovala jeho otce. Oba, starý Dag i Adelheid, mladého Daga přehlíželi, když Adelheid něco potřebovala, našla radu a útěchu u starého Daga. Teta jí také řekne, že tvrdost vůči malým dlužníkům a „velkorysost“ vůči Holderovi byly dány tím, že jeho nebral nikdo vážně, potřeboval získat odpovědnost a vlastně se i chtěl vymezit vůči otci a Adelheid. Slečna Ramerová Adelheid poradí, aby si promluvila s Dagem. Adelheid tak učiní, řekne Dagovi, že měl vlastně pravdu, ale že si potřebuje s někým pohovořit a k někomu se přimknout. Manželé se opět sblíží, Dag pevně a spravedlivě vede statek. 
Roku 1826 se Holder položí, Dag si bere své peníze zpět, mladému Holderovi nechává jen malý obchod. Dag Adelheid říká, že by se měla učit dobrotě srdce, otevřít se nejbližším lidem. Adelheid začne trávit čas s pannou Krusovou, povídat si s ní. Ona se jí pak svěřuje s různými záležitostmi na statku, a tak Adelheid začne do věcí zasahovat, poznávat lidi a získávat si jejich respekt. 
Dag se rozhodne, že odjede do města za svým advokátem v jedné věci. Cestou zpět se protrhne most pod náporem ledových ker - na mostě zůstal chlapec, který spadl do řeky. Dag jede kolem a chce chlapce zachránit tak, že rychle přejede přes kry na druhý břeh a vytáhne ho z vody. Jedna kra ho však udeří a on, skoro padesátiletý, umírá. Za Adelheid přijede jeho advokát a ona se dozví, že chtěl zrušit dluhy lidí na jeho pozemcích. Advokát od toho Adelheid zrazuje, aby si to rozmyslela, že to je dohromady velká částka peněz. Adelheid se radí s tetou a ta jí řekne, ať splní přání jejího muže a dluhy zruší. Může se tak osvobodit od moci peněz a projevit dobrotu srdce. 